# Song Zuying
Song Zuying (Chino: 宋祖英, pinyin: Song Zǔyīng nacida el 13 de agosto de 1966) es una cantante de la etnia Miao china. 

## Biografía
Song nació en el condado de Guzhang, parte de una prefectura autónoma Miao en Hunan y estudió en el Instituto Central para las Nacionalidades en Pekín. Su padre murió cuando ella tenía 12 años, y ella es la hija mayor. En 1991, se unió al Ejército Popular de Liberación Song Naval de China y al cuerpo de baile como cantante nacional de primera clase. A partir de 2009 es un no era combatiente Almirante en la Marina china. 
Su música es muy popular en China, debido a su fama entre la élite política de China, ha realizado actuaciones en solitario como una serie de giras de concierto en lugares de prestigio internacional como la Opera de Sídney, Australia en 2002, el Salón Dorado de Viena en 2004, y John F. Kennedy Centre for the Performing Arts en 2008 se llevaron a cabo para las élites políticas en los respectivos países para fines diplomáticos. 
En 2006, su CD "La Diva Goes to the Movies: Fue para ella una Celebración del Centenario del Cine China Song" fue nominada para la 49 ª en la Entrega Anual del Grammy en la categoría de Mejor Álbum Clásico Crossover 
Interpretó a dúo con el tenor español Plácido Domingo en 2008 en los Juegos Olímpicos de Pekín 2008 la ceremonia de clausura. Ella también llevó a cabo regularmente un Festival de Primavera chino Gala, en 2009, además de su propia canción, cantó un dueto con Jay Chou. 
Jay Chou, Plácido Domingo, y Lang Lang fueron invitados en su concierto de verano 2009 en el Estadio Nido de Pájaro de Pekín. 